# Getaway - Via di fuga
Getaway - Via di fuga (Getaway) è un film del 2013 diretto da Courtney Solomon, con protagonisti Ethan Hawke e Selena Gomez.

## Trama
L'ex pilota Brent Magna deve liberare la moglie rapita da un criminale anonimo, il quale controlla ogni mossa e spostamento di Magna attraverso una telecamera all'interno dell'auto che il protagonista deve utilizzare senza mai lasciare, una Shelby GT500 KR. A complicare le cose c'è una giovane ragazza hacker rimasta coinvolta nella storia in quanto proprietaria dell'auto che guida Brent.

## Produzione
Il budget del film si aggira intorno ai 18 milioni di dollari.
Le riprese del film vengono effettuate nei mese di maggio e giugno 2012 e si svolgono tra Bulgaria e Stati Uniti d'America, tra le città di Sofia e Baton Rouge. Nel settembre invece vengono fatte delle riprese aggiuntive nella città di Atlanta.

## Promozione
Il primo trailer del film viene diffuso online il 5 giugno 2013.

## Distribuzione
La pellicola è stata distribuita nelle sale cinematografiche statunitensi a partire dal 30 agosto 2013. In Italia viene distribuito direct-to-video a partire dal 22 gennaio 2014.

## Accoglienza

### Incassi
Complessivamente, Getaway - Via di fuga ha incassato $10.501.938.